# Swiss Life Asset Managers
Swiss Life Asset Managers est une société de gestion d'actifs suisse.
La société compte 250,1 milliards de francs suisses d’actifs au 31 décembre 2022. Avec plus de 35 % de cette somme investie dans l'immobilier, elle gère le plus grand portefeuille immobilier privé de Suisse et figure comme investisseur immobilier institutionnel leader en Europe (N°1 IPE Top 150 Real Estate Investment Managers 2023 Ranking Europe, N°2 INREV Fund Manager Survey 2024),. Elle gère, d'une part, les actifs pour le compte de sa maison-mère, Swiss Life, et d'autre part les actifs de clients institutionnels. Elle est le troisième plus grand gérant d'actifs institutionnels en Suisse. 
La société possède des filiales en Allemagne, en France, au Royaume-Uni, au Luxembourg et en Norvège.

## Histoire

### Origines
Les activités de Swiss Life Asset Managers trouvent leur origine dans la création de la Schweizerische Rentenanstalt (ou « Caisse de Rentes suisse ») en 1857, qui deviendra par la suite le groupe Swiss Life,. En 1858, la société investit pour la première fois dans un placement par le biais d’une obligation hypothécaire, afin de payer les contrats de rente de ses clients (futurs contrats d’assurance-vie). Cette activité d’investissement se diversifie progressivement au sein de la compagnie d’assurance, qui investit notamment dans des obligations de chemins de fer au cours des décennies suivantes, puis commence à investir dans le secteur de l’immobilier en 1893,.
En 1986, la Schweizerische Rentenanstalt lance un nouveau secteur d'activité offrant des services de gestion d’actifs pour clients tiers. En 2004, la Schweizerische Rentenanstalt est rebaptisée Swiss Life. En 2012, Swiss Life crée la marque Swiss Life Asset Managers qui regroupe toutes ses activités de gestion d’actifs.

### Développement international
Les activités de gestion d’actifs de Swiss Life Asset Managers dans le secteur de l’immobilier se développent particulièrement à partir de la fin des années 1990 via l'acquisition d'autres sociétés. En 1999, Rentenanstalt rachète Livit Real Estate Management, prestataire de services immobiliers en Suisse, qui devient au fil des années une filiale détenue à 100 % par Swiss Life Asset Managers, mais continue toujours d’exercer ses activités sous sa propre marque.
En France, Swiss Life Asset Managers fait l’acquisition en 2011 de la société Viveris REIM (pour Real Estate Investment Management), spécialisée dans la gestion d'OPCI (fonds d'investissement en immobilier). En 2019, les activités de gestion d’actifs sont consolidées sous la marque Swiss Life Asset Managers.
En Allemagne, Swiss Life Asset Managers arrive sur le marché en 2014 avec l’acquisition de Corpus Sireo, une société spécialisée dans la gestion d’actifs immobiliers. En 2018, la société acquiert BEOS, une société allemande d’investissement en immobilier d’entreprise (plateformes logistiques notamment). BEOS continue d’opérer sous sa propre marque, alors que Corpus Sireo est intégrée à Swiss Life Asset Managers.
En 2016, la société arrive sur le marché britannique avec l’acquisition de Mayfair Capital, une société d'investissement immobilier basée à Londres. En 2019, Swiss Life Asset Managers fait l'acquisition de Fontavis, une société suisse d’investissement dans les infrastructures spécialisée dans le domaine des énergies vertes (hydroélectricité, parcs éoliens, réseaux électriques, installations de panneaux solaires et recyclage). Swiss Life Asset Managers et Fontavis fusionnent officiellement leurs capacités en infrastructures en décembre 2021 et la marque Fontavis a cessé d’exister.
En 2021, Swiss Life Asset Managers investit dans les pays nordiques en acquérant les activités immobilières du gérant d’actifs norvégien Ness, Risan & Partners (NRP) et opère sous la marque Swiss Life Asset Managers Nordics,.

## Activités
Les activités de Swiss Life Asset Managers consistent à investir les actifs de ses clients sur les marchés financiers ainsi qu’en Immobilier, Infrastructures, gestion Taux et crédit, Multi-Asset et Actions,.
La société figure parmi les trois plus grandes sociétés détentrices de biens immobiliers en Europe et se positionne comme le troisième plus grand gérant d'actifs en Suisse pour les clients institutionnels.
Le centre commercial et d’affaires le « Circle », situé à côté de l’aéroport de Zurich, est un investissement emblématique de l’activité immobilière de Swiss Life Asset Managers.